# Малка Желязна
Малка Желязна е село в Северна България. То се намира в община Тетевен, област Ловеч.

## География
Село Малка Желязна се намира в планински район. На 3 км от главния път, веднага след с. Български извор посока Троян.

## История
Единственото село останало не-потурчено от османската империя. Когато турците дошли в селото то било пусто. Всичките жители се били скрили в гората.
Една от тайните квартири на Апостола се е намирала на сегашната ул. Васил Левски, в къща, в която бяха намерени старинни пищови.

## Население
Численост и дял на етническите групи според преброяването на населението през 2011 г.:
|                     | Численост | Дял (в %) |
| Общо                | 126       | 100,00    |
| Българи             | 124       | 98,41     |
| Турци               | 0         | 0,00      |
| Цигани              | 0         | 0,00      |
| Други               | 0         | 0,00      |
| Не се самоопределят | 0         | 0,00      |
| Неотговорили        | 2         | 1,58      |

## Културни и природни забележителности
1. Еко-кът Чешмичката. Приятно обособен кът за почивка/релакс. Представлява полянка със седянка, чешмичка с пресна водица и много други ласки за един хубав пикник.
2. Еко-язовир Малка Желязна. Скътан във Васильовската планина еко-язовирът представлява разнообразие от много растителни и животински видове. 3. Древното плато намиращо се на билото на Васильовска планина.

## Редовни събития
- Събор на селото – първата събота след Спасовден.